# Анохін Сергій Миколайович
Сергі́й Микола́йович Ано́хін (19 березня (1 квітня) 1910 — 15 червня 1986) — радянський льотчик-випробувач, полковник (1947), Герой Радянського Союзу (1953), заслужений льотчик-випробувач СРСР (1959), лауреат Сталінської премії другого ступеня (1953). Заслужений льотчик-випробувач СРСР № 1. Командир групи кандидатів в космонавти за програмою «Союз» і місячною програмою.

## Життєпис
Сергій Анохін народився 19 березня (1 квітня) 1910 в родині бухгалтера в Москві. Після закінчення у 1926 році семи класів середньої школи № 3 в Замоскворіччі, працював у Москві з травня 1928 робочим-шляховиком на Рязансько-Уральській залізниці. У 1928 році закінчив автомобільні курси і в січні 1929 — лютому 1932 працював водієм автобуса та контролером Басманного та Ординського автобусних парків.
Подавав заяву в Ленінградську військово-теоретичну школу ВПС, але не пройшов медичну комісію. У 1929 році почав літати на планері ІТ-4біс, побудованому в гуртку планеристів при клубі імені Кухмістерова. Навчався без відриву від роботи. В 1930 закінчив Московську планерну школу.

### Початок льотної кар'єри
Після завершення навчання у планерній школі, продовжуючи роботу в автобусному парку, займався підготовкою планеристів. З червня 1931 року — курсант Вищу льотно-планерної школи Осоавіахіму в Коктебелі. Після закінчення, з листопада 1931 — командир загону в ВЛПШ Осоавіахіму.
1 вересня 1933 на змаганнях планеристів у Коктебелі вперше, використовуючи термічні повітряні потоки обігнув на планері Кара-Даг. 15 вересня того ж року встановив всесоюзний рекорд тривалості польоту на одномісному планері — здійснив на планері ПС-1 політ тривалістю 15 годин 47 хвилин. У травні 1934 року брав участь у першому буксировочном перельоті трьох планерів Г-9 за літаком Р-5. Так званий «аеропоїзд» стартував з Москви 22 травня 1934 і з проміжними посадками досяг Коктебеля.
2 жовтня 1934 виконав експеримент по випробуванню планера Рот Фронт-1 з навмисним руйнуванням його в повітрі. 18 жовтня того ж року встановив всесоюзний рекорд тривалості польоту на планері Г-2 — 32 години 11 хвилин. У жовтні 1934 виконав експериментальний стрибок з парашутом з наднизькою висоти методом зриву на планері «П. П. Постишев» та встановив всесоюзний рекорд висоти польоту на планері (Г-2) — 2340 метрів. За заслуги у розвитку планеризму 1934 року Сергію Анохіну присвоєне звання «Майстер планерного спорту СРСР», в 1935 році він удостоєний Грамоти ЦВК СРСР.
В 1935 році закінчив Московську парашутну школу. З квітня 1935 по 1940 рік — льотчик-інструктор, інструктор-парашутист Турецького авіаційного товариства в Анкарі. З січня 1940 — командир ланки, з 31 березня — командир загону, а з 3 жовтня 1941 — командир планерної ескадрильї Центрального аероклубу ім. В. П. Чкалова в Тушино під Москвою. У листопаді 1941 року Анохіну присвоєне звання «Майстер парашутного спорту СРСР».

### Військовий льотчик
20 листопада 1941 призваний на дійсну службу в РСЧА та призначений командиром планерної групи, з 22 грудня — командиром ланки льотно-випробувального загону повітряно-десантних військ Калінінського фронту. 28 грудня присвоєне військове звання старший лейтенант. Здійснив близько 200 бойових вильотів, в тому числі в тил ворога.
З квітня 1942 — командир загону Дослідного випробувального полігону, з листопада — командир ланки, а потім загону окремої випробувальної авіаескадрильї повітряно-десантних військ. Здійснював випробування десантної техніки на Дослідно-випробувальному полігоні ПДВ РСЧА у Ведмежих Озерах.
У ніч на 17 березня 1943 Сергієм Анохіним та льотчиком Жилютовим був виконаний єдиний за час Німецько-радянської війни зліт планера з партизанського аеродрому — на короткій смузі за літаком СБ був піднятий в повітря планер Г-11. За цей політ С. Анохін отримав свою першу нагороду — орден Червоного Прапора.
У червні 1943 за особистим розпорядженням члена Державного комітету оборони Георгія Маленкова був відряджений в Льотно-дослідницький інститут імені М. М. Громова для проведення випробувань літака «302», одного з перших винищувачів-перехоплювачів з РРД. З вересня 1943 переведений до Москви до дослідного льотного загону, що проводив випробування планера А-40, призначеного для десантування по повітрю легкого танка Т-60 методом буксирування за літаком (ідея «танк з приробленими крилами»).
З 14 жовтня 1943 — льотчик-випробувач ЛДІ імені Громова. У березні 1944 присвоєна кваліфікація «льотчик-випробувач 3-го класу», в липні 1945 року — «льотчик-випробувач 2-го класу».
15 травня 1944 виконав перший політ та потім провів випробування літака Як-7Б. В цей же час проводив льотні дослідження впливу перевантаження на організм та працездатність льотчика в польоті — виконав ряд випробувальних польотів на висотному літаку-перехоплювачі Як-3ПД на висотах понад 13000 метрів в негерметичній герметичної кабіні.

### Післявоєнна кар'єра
15 травня 1945, внаслідок руйнування літака при контрольних випробуваннях винищувача Як-3 на міцність, Анохін отримав важкі поранення та втратив ліве око. Однак, після посилених тренувань розробив глибинний зір (зорове сприйняття тривимірності простору) і уже в грудні 1945 повернувся до льотно-випробувальної роботи в ЛДІ.
У 1947–1948 роках спільно з С.Амет-Ханом і М. С. Рибком здійснював випробувальні польоти з метою вивчення аеродинамічних характеристик на швидкостях, близьких до швидкості звуку на літаючих лабораторіях ЛЛ-1 (з прямим крилом) і ЛЛ-2 (з крилом зворотньої стріловидності) конструкції Цибіна. пУ польотах на ЛЛ-2 була досягнута максимальна швидкість, у 0,87 М. Під час випробувань був отриманий великий експериментальний матеріал по вимірюванню аеродинамічних характеристик, розподілу тиску по крилу та оперенню на навколозвукових швидкостях, переміщенню стрибків ущільнення по крилу.
З 8 травня 1947 льотчик-випробувач 1-го класу, у 1949 присвоєне військове звання полковник.
З 1947 року прикомандирований до ДКБ імені Яковлєва. З листопада 1947 виконав перші польоти та провів випробування Як-25 та Як-16. У 1948 літав на Як-30, І-215, Ла-174. У 1949 році випробував Як-23УТІ, Як-50, Як-19 та Як-20. 1950 року брав участь у випробуваннях літака І-320 (Р-2). 22 березня 1950 на літаку Як-50 Анохіним була досягнута рекордна в СРСР швидкість біля землі — 1170 км/годину (М=0,98). У 1951-му Брав участь у випробуваннях Як-11У та Як-18У. Одночасно з роботою в ДКБ Яковлєва проводив випробування 2-го і 3-го екземплярів МіГ-15 (1948 р.), а також Су-11, Су-15 (1949). Влітку 1949 провів швидкісні руління Су-17Р, який мав стати першим радянським надзвуковим літаком.
У лютому 1951 був представлений до звання Героя Радянського Союзу, однак подання не було реалізоване.
У 1951 році взяв участь у випробуваннях системи «Бурлаки» — спеціальної системи для збільшення дальності польоту винищувачів супроводу стратегічних бомбардувальників (МіГ-15біс в польоті здійснював зчеплення зі спеціальним тросом, який випускав Ту-4, потім вимикав двигун та продовжував політ в безмоторному режимі). В 1951—1953 роках спільно з Амет-Ханом Султаном, Ф. І. Бурцевим і В. Г. Павловим здійснював випробування пілотованого прототипу «К» першої радянської авіаційної протикорабельної крилатої ракети КС-1 «Комета». За проведення цих випробувань Сергію Миколайовичу Анохіну 3 лютого 1953 було присвоєне звання Героя Радянського Союзу (медаль «Золота Зірка» № 10865). Він також був удостоєний Сталінської премії 2-го ступеня.
Одночасно Анохін керував планерною секцією Ради ДТСААФ, брав участь у Всесоюзних планерних змаганнях. За видатні досягнення в авіаційному спорті 20 червня 1950 йому присвоєне звання «Заслужений майстер спорту СРСР», 1951 року — звання «Суддя всесоюзної категорії з планеризму», а 1956 року — удостоєний диплому Поля Тіссандье Міжнародної федерації повітроплавання.
У 1953 році провів випробування літаків МіГ-21Ф на штопор та МіГ-19 на динамічну стелю, в 1956 — Ту-104 та Як-26, у 1958 — Як-28. 1957 року спільно з Г. М. Шияновим провів випробування системи запуску літака МіГ-19 з наземної катапульти СМ-30. 1958 року — випробування Ту-104 на стійкість та керованість, 1959 року — випробування Ту-16 на зрив і звалювання.
17 лютого 1959 Анохину в числі перших десяти льотчиків присвоєно звання «Заслужений льотчик-випробувач СРСР» та вручений знак № 1.
У лютому 1959 на МіГ-15УТІ проводив польоти по визначенню можливості виведення літака з перевернутого штопора наосліп. У 1960 виконав кілька десятків польотів на Ту-104 — літаючій лабораторії, створеній для дослідження режиму невагомості.
Паралельно з випробуваннями літаків проводив випробування планерів А-13 (1958 рік), А-15 (перший виліт — 26.03.1960), «Амур» (1961 р.), брав участь у випробуваннях планера КАІ-17 (1962).
У серпні 1962 списаний з льотно-випробувальної роботи за станом здоров'я в транспортну авіацію. Після цього працював заступником начальника льотно-випробувального комплексу ЛДІ з методичних питань. У лютому 1964 вийшов у відставку, і в березні звільнився з ЛДІ імені Громова.
З 5 травня 1964 виконував обов'язки начальника методичного відділу в ДКБ-1 (нині НВО «Енергія»).
23 травня 1966 включений в групу кандидатів в космонавти за програмою «Союз», командир групи. Пройшов курс підготовки до космічних польотів, у серпні 1967 включений в групу кандидатів в космонавти за радянською програмою висадки на Місяць. В 1967—1968 роках проходив підготовку у складі групи. У вересні 1968 року припинив підготовку, але залишився командиром загону цивільних космонавтів. З жовтня 1973 — начальник відділу ЦКБЕМ, з березня 1974 — начальник сектору, з 27 листопада 1978 — заступник командира загону космонавтів-випробувачів, з березня 1982 — провідний інженер в ЦКБЕМ.
Останній раз піднявся в небо у 1983 році у віці 73 роки на мотодельтаплані на урочистостях, присвячених 60-річчю радянського планеризму в Коктебелі.
За час льотної діяльності освоїв близько 200 типів літаків та планерів, провів випробування 30 типів літаків, виконав 308 парашутних стрибків, з них 6 — вимушених.
Помер 15 квітня 1986 року в Москві від раку шлунка, похований на Новодівичому кладовищі.

## Вшанування пам'яті
Ім'ям Сергія Миколайовича Анохіна названа вулиця в Жуковському, мала планета 4109 Анохін. У Москві на будинку, де він жив, встановлено меморіальну дошку.